# Taverna Paradiso
Taverna paradiso (Paradise Alley) è un film del 1978 scritto, diretto e interpretato da Sylvester Stallone, al suo esordio da regista.
Il film è l'adattamento cinematografico dell'omonimo romanzo scritto dallo stesso Stallone.

## Trama
New York, 1946. I tre fratelli Carboni vivono nella miseria: Cosmo si procura da vivere vincendo qualche scommessa di tanto in tanto con Stitch boss della città, Lenny, reduce di guerra e rimasto zoppo, ha un'impresa funebre, e Victor distribuisce il ghiaccio in giro per la città. Cosmo ha un debole per l'ex ragazza del fratello Lenny, Annie, il quale dopo la disgrazia accadutagli sta pensando di tornarci. Una sera Cosmo convince il fratello Lenny ad entrare nella Taverna Paradiso dove all'interno vengono disputati incontri di wrestling con tanto di scommesse. Viene annunciato che verrà disputato un incontro con Big Glory campione di Taverna Paradiso e chi riuscirà a sconfiggerlo incasserà 100 $. Cosmo decide così di spingere suo fratello Vic (il più grosso dei tre) a battersi con Big Glory, e dopo averlo attirato con una scusa all'interno della taverna Vic accetta l'incontro e sconfigge il campione e incassa la sua somma.
Più tardi però le situazioni economiche di Vic tendono ad aggravarsi, in quanto con l'avvento dei primi frigoriferi, più nessuno vuole acquistare il ghiaccio, perdendo così una parte dei suoi guadagni, a questo punto Cosmo gli suggerisce di darsi al wrestling in modo da poter guadagnare un po' di dollari e nonostante Lenny si opponga a questa iniziativa, Vic si fa convincere. In seguito incontrano il battuto Big Glory facendo la sua conoscenza; costui gli confida che fare il wrestler è difficile e per riuscire a sfondare occorre un buon manager. Lenny torna con la sua ex e Cosmo è disperato e vuole farla finita; al suo fianco c'è un'amica che gli farà cambiare idea e che è perdutamente innamorata di Cosmo. Nonostante gli sforzi di Cosmo per convincere il fratello Vic ad assurmerlo come manager, Vic sceglie di affidarsi al fratello più grande e più saggio Lenny e dopo un po' egli accetta con grande delusione di Cosmo che, comunque, lo seguirà negli allenamenti. Le vittorie non tardano ad arrivare come anche i soldi. Ma a un certo punto Cosmo vorrebbe che suo fratello si ritirasse dalla carriera di lottatore per via delle numerose ferite procuratesi durante gli incontri. Lenny, però, dimostrandosi più avido visti gli enormi guadagni fatti grazie agli incontri disputati, si oppone.
La sera di Natale Cosmo va a trovare Big Glory, i due vanno in giro a divertirsi e a fine serata Big gli confida che aspettava da tempo l'occasione di farla finita, gettandosi poi da un ponte. Cosmo sempre più preoccupato vorrebbe che Vic si ritirasse, ma litiga nuovamente con Lenny che si oppone a farlo smettere. È il momento dell'incontro più importante, quello con Frankie la Clava e che varrà una fortuna, ma Vic sembra in difficoltà come non mai, Frankie si rivela essere il più forte degli avversari finora incontrati e mentre Cosmo e Lenny continuano a litigare, l'incontro va avanti con tanto di irregolarità da parte di Frankie e Stitch, arbitro dell'incontro. E quando Cosmo sale sul ring per liberare suo fratello da una presa scorretta Frankie lo aggredisce. Vic si rialza e combatte più determinato che nei 21 round precedenti, rivelando che stava perdendo di proposito solo per far riunire Lenny e Cosmo, potendo così i tre fratelli tornare ad essere una vera famiglia.

## Produzione
In un'intervista del 1980 con Roger Ebert, Stallone accusò la Universal Pictures di essersi imposta sulla produzione manipolando ampiamente la sceneggiatura e il montaggio finale del film rimuovendo numerose scene nel tentativo di rendere il film più commerciale e appetibile al pubblico in favore delle scene d'azione seguendo la scia di Rocky.
Il budget del film è stato di sei milioni di dollari.

### Cast
Nel film figurano attori che hanno già collaborato o collaboreranno ancora con Stallone:
- Frank McRae - F.I.S.T., Sorvegliato speciale, Rocky II
- Joe Spinell - Rocky, Rocky II, I falchi della notte
- Terry Funk - Over the Top
- Kevin Conway - F.I.S.T.
- Armand Assante - Happy Days - La banda dei fiori di pesco, Dredd - La legge sono io

Cameo del cantautore americano Tom Waits.